# کیتلین فارل
کیتلین فارل (انگلیسی: Caitlin Farrell؛ زادهٔ ۲۹ سپتامبر ۱۹۹۷) بازیکن فوتبال اهل ایالات متحده آمریکا است.
وی همچنین در تیم ملی فوتبال زیر ۲۳ سال زنان ایالات متحده آمریکا بازی کرده‌است.